# Галица, Азем

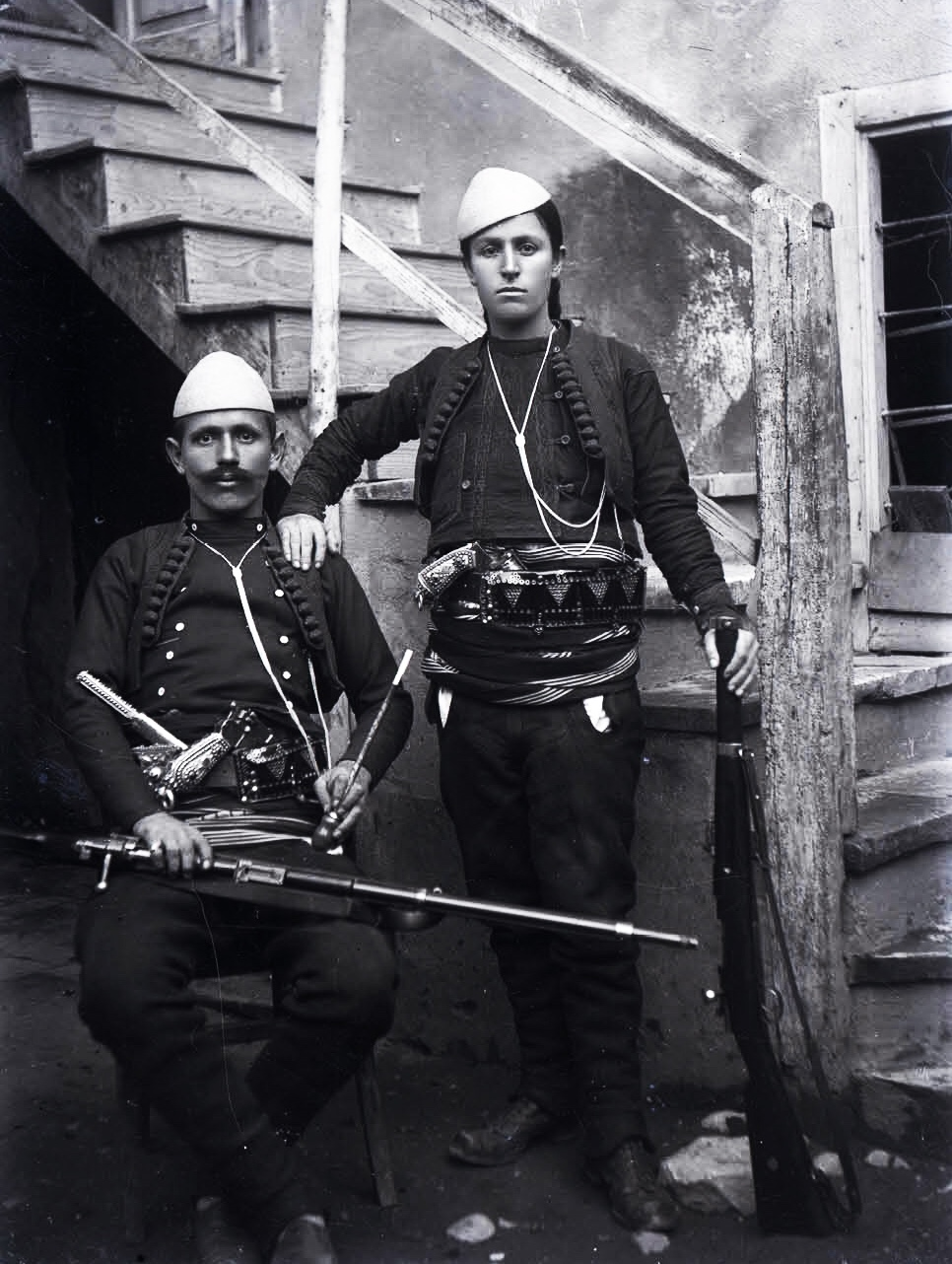
Азем Галица и Шоте Галица, около 1920

Азем Бейта (алб. Azem Bejta), широко известный как Азем Галица (алб. Azem Galica; 1889, Галица, Дреница — 15 июля 1924, Юник) — албанский националист, глава повстанцев-качаков и вооруженной борьбы за воссоединение Косово с Албанией в 1915–1924 гг.
Он был сыном Бейты Галицы, который был убит во время восстания против Османской империи. Азем в 1910 году присоединился к партизанам, которые воевали против турок в Косово.

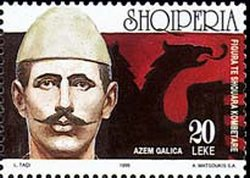
Почтовая марка Албании 1999 г., посвящённая А. Галице

Был одним из лидеров сопротивления сербским властям в Косово во время Балканских войн и раннего этапа Первой мировой войны. Зимой 1915 года сербы были вытеснены австро-венгерской и болгарской армиями. Качаки начали войну с оккупантами, но после того, как австро-венгерские власти открыли 300 албанских школ, гарантировали албанцам право на ношение флага и уважение со стороны австро-венгров к традициям, обычаям и христианской и мусульманской культуре Косово, Галица признал их власть.
В 1918 году армия Королевства сербов, хорватов и словенцев вытеснила войска Центральных держав из Косово, Азем Галица вновь начал совершать диверсии против армии и полиции Югославии.
В декабре 1918 года в Шкодере был создан Национальный комитет по обороне Косово во главе с будущим премьер-министром Албании Хасаном Приштиной и Галицей. Целью Комитета было воссоединение албанских земель и координирование действий движения качаков во главе с Галицей в борьбе против включения Косова в состав молодого Королевства сербов, хорватов и словенцев, или Югославии. Основная борьба развернулась в Дренице, где было сосредоточено около 10 000 повстанцев.
Азему Галице удалось создать буферную зону под названием «Маленькая Арберия» в Юнике, Западное Косово. Однако, армия Югославии вскоре подавила сопротивление повстанцев в Юнике. Азем Галица был смертельно ранен в бою и умер 15 июля 1924 года. Его жена, Шоте, и после смерти Галицы продолжила борьбу, принимая на себя руководство войсками мужа.
Вскоре после смерти Галицы в Албании пришёл к власти Ахмет Зогу, распустивший Комитет и приглушивший мятежные настроения в Косово на многие годы.